# راي جون
راي جون (بالإنجليزية: Ray June)‏ هو مصور سينمائي أمريكي، ولد في 27 مارس 1895 في إثاكا في الولايات المتحدة، وتوفي في 26 مايو 1958 في هوليوود في الولايات المتحدة.

## وصلات خارجية
- راي جون على موقع IMDb (الإنجليزية)
- راي جون على موقع ألو سيني (الفرنسية)
- راي جون على موقع أول موفي (الإنجليزية)
- راي جون على موقع قاعدة بيانات الأفلام السويدية (السويدية)
- راي جون على موقع قاعدة بيانات الفيلم (الإنجليزية)
- راي جون على موقع كينوبويسك (الروسية)